# Osterstraße (métro de Hambourg)
Osterstraße (en allemand : U-Bahnhof Osterstraße) est une station de la ligne U2 du métro de Hambourg. Elle se situe dans le quartier d'Eimsbüttel, dans l'arrondissement d'Eimsbüttel.

## Situation sur le réseau

Plans des lignes
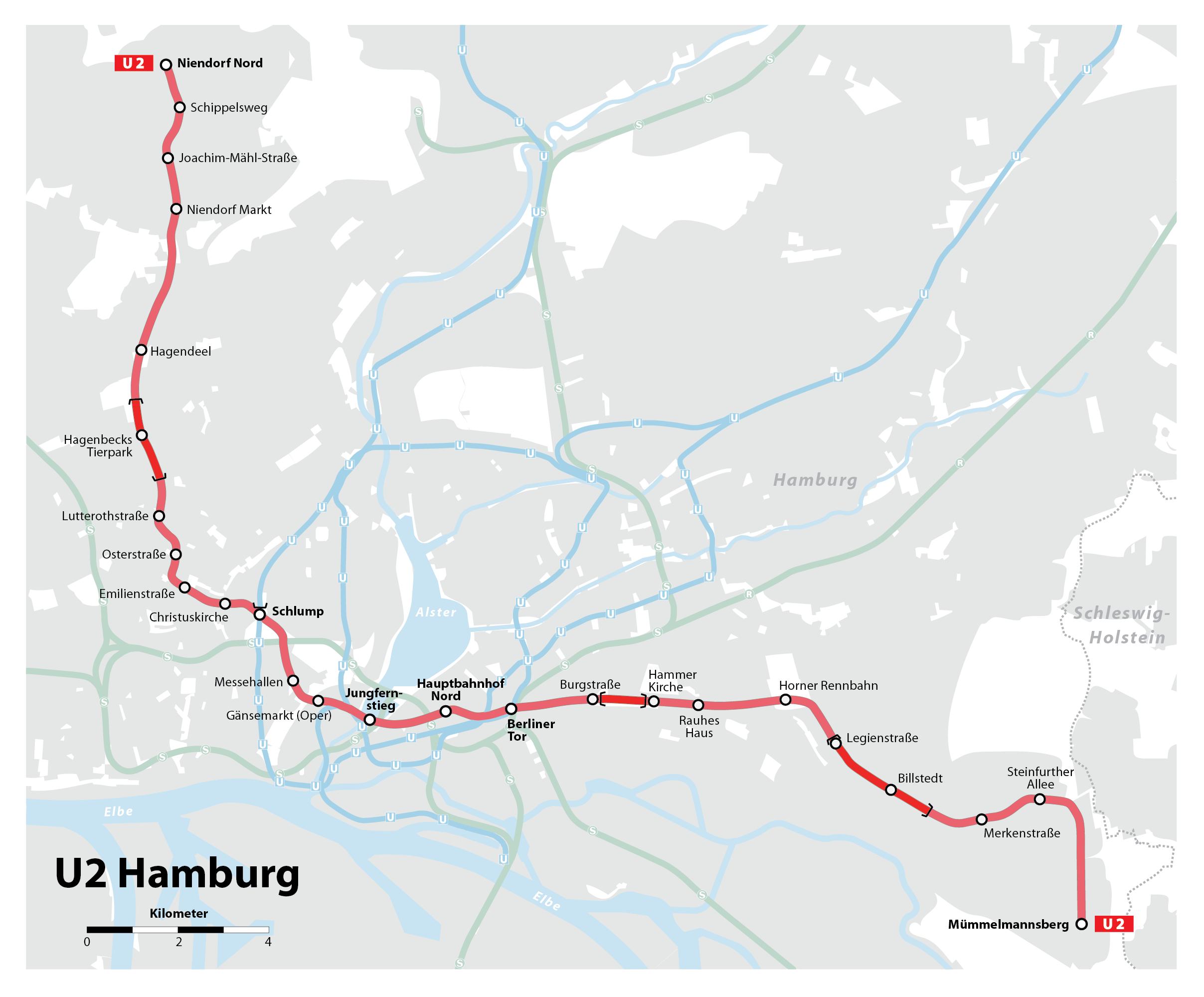
Ligne U2.

## Histoire
La station de métro de l'Osterstraße est l'une des stations les plus anciennes du métro de Hambourg : elle est inaugurée en mai 1914 dans le cadre de l'embranchement d'Eimsbüttel. À cette époque, l'installation dispose d'une plate-forme centrale, qui est agrandie pour la première fois dans les années 1920. En 1964, le métro est fermé pendant plusieurs mois, la station de métro est entièrement reconstruite. Depuis 1965, il dispose de deux quais latéraux de 120 mètres de long, les voies remplacent désormais à peu près l'ancien quai central.

## Services aux voyageurs

### Accès et accueil
La station se trouve dans un endroit bas, juste sous la rue Heußweg, dans le quartier d'Eimsbüttel. L'Osterstraße éponyme, la rue commerçante centrale du quartier, traverse le Heußweg juste au-dessus de la station. La station de métro comporte deux quais latéraux d'environ 120 mètres de long, chacun avec une antichambre approximativement au milieu. En raison de l'emplacement bas, il n'y a pas de mezzanine. Plusieurs escaliers et, depuis mai 2013, un ascenseur par plateforme mènent des vestibules directement à la surface. Depuis l'antichambre du quai orientale, il y a un accès direct au grand magasin Karstadt sur l'Osterstrasse.

### Intermodalité
Il y a une transition vers la ligne 4 du métrobus en direction d'Eidelstedt et du centre-ville.